# Óriás vadlúd pagoda

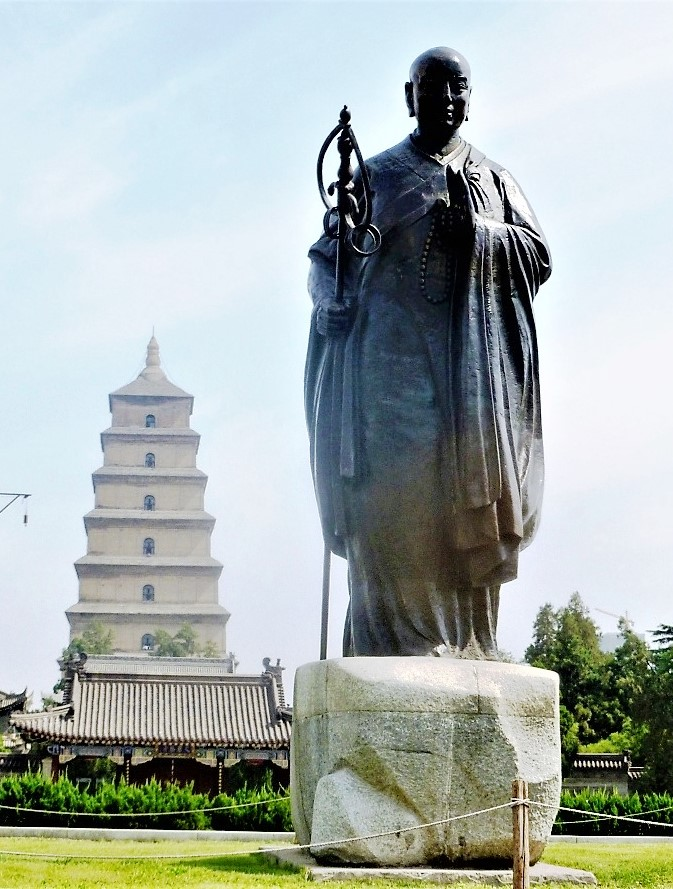
Hszüan-cang (Xuanzang) szobra a Nagy vadlúd pagoda előtt

Az Óriás vadlúd pagoda vagy Nagy vadlúd torony (kínai: 大雁塔, pinjin: Dàyàn tǎ) egy monumentális buddhista pagoda a kínai Sanhszi tartományban, Hszian (Xi'an) város déli részén. kb. 652-ben épült a Tang-dinasztia idején, eredetileg öt emeletes volt. 704-ben, Vu Cö-tien (Wu Zetian) császárnő uralkodása alatt újjáépítették, és a Ming-dinasztia idején külső téglaburkolatot kapott.
A pagoda egyik fő funkciója az volt, hogy szútrákat és Buddha-szobrocskákat őrizzen, amelyeket Indiából hozott Kínába a 7 században Hszüan-cang buddhista szerzetes, tudós, utazó és fordító. A pagoda belső falait ma a híres 7. századi művész, Jen Li-pen (Yan Liben) által készített Buddha-domborművek díszítik.
A pagoda 2014-ben került fel a Kína világörökségi helyszínei közé, a Selyemút más helyszíneivel együtt, a "Selyemutak: Csangan-Tiensan-folyosó útvonalhálózata" részeként.

## Környezet és történelem
Az eredeti pagoda Tang Kao-cu (Tang Kao-cung) kínai császár (uralkodott: 649–683) uralkodása alatt épült, magassága ekkor 60 méter (200 ft) volt. Ez a döngölt földből készült, kővel burkolt torony ötven év múlva összeomlott. Vu Cö-tien császárnő a tornyot újjáépíttette és 704-re további öt emeletet hozzáadott.
Egy hatalmas földrengés 1556-ban jelentősen megrongálta a pagodát, amely ekkor három emelettel alacsonyabb lett: jelenleg hét emeletes.
A szerkezet érzékelhetően (több fokkal) nyugati irányba dől. A hozzá kapcsolódó, 8. századi Kis vadlúd pagoda Hszianban (Xian) csak kisebb sérüléseket szenvedett a földrengésben (mai napig javítatlan). Az Óriás vadlúd pagodát a Ming-dinasztia (1368–1644) idején alaposan restaurálták, majd 1964-ben ismét felújították. A pagoda jelenlegi magassága 64 méter (210 ft), tetejéről Hszian (Xian) városára nyílik kilátás.
A torony a Da-szi-en (Daci'en) templom ("irgalom és jóság") területén helyezkedik el. A templomegyüttest 648-ban Csang-szun (Zhangsun) császárné tiszteletére építették. A komplexum nyitva áll a nyilvánosság számára, évente több millió turista látogatja. Megközelíthető a Da-jen-ta (Dayanta) állomásról, a hsziani metró 3-as vonalán. Az egyik bejárat az északi tér északkeleti sarkán található. 2017 végén új bejáratot is átadtak.

## Történelem
A Tang-dinasztia harmadik évében (652) Hszüan-cang (Xuanzang) – hogy megőrizze az Indiából hozott, több száz szanszkrit szentiratot – nyugati stílusú pagodát építtetett a Da-szi-en (Daci'en) templomban. Kezdetben Szi-en (Ci'en) templomi pagoda volt a neve, később vadlúd pagodára keresztelték. Hogy megkülönböztessék a később, a Csianfu (Jianfu) templomban épült kisebb pagodától, Óriás vadlúd pagodának kezdték nevezni. A név eredetére a legelterjedtebb magyarázat egy legendából származik, amelyben eltemetnek egy vadludat és építenek egy pagodát.:14
Az eredeti torony öt emeletes volt, külső téglaburkolattal, belül földmaggal. A Vu-csou (Wu Zhou) dinasztia Csangan-korszakában a torony megrongálódott a téglák közötti résben növő növények miatt. Vu Cö-tien (Wu Zetian) császárnő, valamint a főnemesek adományaiból az eredeti tornyot elbontották, és hétemeletes, négyzetes pavilon-stílusú toronyként építették újjá. A Tang-dinasztia Dali korszakában tízemeletessé bővítették, de később háborúban elpusztult, majd ismét hétemeletes toronyként állították helyre.:11–12
:7 Az öt dinasztia korszakában (930–933) An Csung-pa (An Chongba) irányításával újították fel, ekkor nyerte el jelenlegi formáját.:64 Az északi Szung-dinasztia idején már csak az Óriás vadlúd pagoda maradt fenn a szi-en (Ci’en) templomból. A Ming-dinasztia korszakának második évében (1466) teljesen újjáépítették, majd a [[Ming Van-li kínai császár|{{kínai|Wanli|Ming Van-li-korszak]] 32. évében (1604) külön restaurálást végeztek: a belső lépcsőket pótolták és 60 cm vastag borítást építettek az eredeti Tang-kori struktúra köré.:20–21:7 A Csing (Qing)-dinasztia Kang-hszi (Kangxi) korszakában a pagoda elkezdett megdőlni, 1996-ra a dőlés már elérte az 1 métert. Ezt követően helyreállítási munkákat végeztek a szerkezet megerősítésére. A Kínai Népköztársaság megalakulása után különös védelmet kapott a pagoda. 1963-ban nemzeti szintű kulturális örökségként került védettség alá. 2013-ban az UNESCO világörökségi listájára is felkerült.

## Szerkezet
A Nagy Vadlúd-pagoda a Da-szi-en (Daci'en)-templom északi részén áll, pavilon stílusú, négyzet alaprajzú, tégla toronyból, amely lábazatból, törzsből és tetőből áll. A teljes magassága 64,1 m, az alapzat 4,2 m magas, észak-déli irányú szélessége 48,8 m. A torony legalacsonyabb oldalának hossza 25 m, a magasabb szintek szűkülnek, kúpos formát hozva létre. Minden szint csatlakozásánál négyzetes oszlopok, korlátok, boltívek találhatók, amelyek mind fa szerkezetet imitálnak. Minden szinten nyitott helyiségek vannak. Az első–második szinteken oldalanként 10 rejtett oszlop, ezek a terek 9 részre vannak osztva; a harmadik–negyedik szinten oldalanként 8, ezek 7 részre; az ötödiktől a hetedik szintig oldalanként 6 rejtett oszlop, ezek 5 részre bontják a helyiségeket. A helyiségeket freskók díszítik, leginkább Hszüan-cang (Xuanzang) nyugati útját ábrázolják. A földszinten mind a négy oldalon kőajtók, amelyen Buddha- és Mennyei Király-ábrázolások láthatók. Minden emeleten téglaboltívek vannak, a torony belsejében lépcső vezet felfelé, összesen 248 lépcsőfokkal. A földszinten a keleti-oldalajtók kékpala szemöldökfával és Buddha-ábrázolásokkal díszítettek. A nyugati szemöldökfán Amitábha Buddha tanításainak faragványa látható.:23:64:60:59
A pagoda földszintjének déli kapuja mellett lévő téglafülkékben két kőtábla helyezkedik el. Az egyik a "Nagy Tang Szentséges Tanításainak Előszavát" tartalmazza, melyet Tang Taj-cung (Taizong) császár írt Hszüan-cang (Xuanzang) által lefordított szövegekhez (648). A másik tábla a "Nagy Tang Sanzang szent tanításainak krónikája", melyet Tang Kao-cung (Gaozung) császár írt ugyanennek az előszónak. Mindkét tábla Csu Szuj-liang (Chu Suiliang) kalligráfiájával készült, betűik jól olvashatók. A táblák tetején sodrott kígyósárkány, oldalán inda levelű díszítés, talapzatain táncoló és zenélő mennyei lények domborművei láthatók.:23:11–14

## Fejlesztés és megőrzés
1954-ben a pagoda belső csigalépcsőjét kicserélték, 1961-ben nemzeti védettséget kapott. 1962-ben villámvédelmet szereltek fel.:22 1963-ban a pagoda csúcsát újították fel. 1990-től 1992-ig karbantartási munkákat végeztek, 1995-ben teljesen felújították a villámvédelmi rendszert, 2000–2003-ban a vízszivárgás-elleni és megerősítési munkákat fejezték be. 2008-ban a 2008-as szecsuani földrengés szivárgást okozott a pagoda tetején, javítására 2012 júniusában került sor. 2014. június 22-én a "Selyemút: Csangan–Tiansan" program részeként Kazahsztánnal és Kirgizisztánnal közösen jelentős világörökségi helyszínként regisztrálták az Óriás vadlúd pagodát a Kis vadlúd pagodával és a Hszing-csiao (Xingjiao) templommal együtt.
1956-ban Hszián önkormányzata külön igazgatóságot állított fel az Óriás vadlúd pagoda védelmére. 1983-ban az épület felügyelete az Etnikai Ügyek Városi Bizottságához került. 2013-ban a hsziani (Xi'an-i) önkormányzat elfogadta az Óriás vadlúd pagoda védelmi és kezelési szabályzatát.
A helyi talajvíz túlzott kitermelése miatt 1945-től a pagoda dőlési üteme felgyorsult, 1996-ra már 1,0105 m volt a dőlés. 1996-tól a város önkormányzata kútfoglalási intézkedéseket vezetett be, hogy stabilizálja a szerkezetet. 2006 végére 9,4 mm-rel csökkent a dőlés, mely évente átlagosan 1 mm-t javult.
1988-ban Hszian (Xi'an) város címerének fő elemeként a pagoda sziluettjét választották. 2001 elején befejeződött a déli tér kialakítása, Hszüan-cang (Xuanzang) szobrával, kerttel, vízhíddal stb. 2002–2003 között az északi tér is elkészült: központi vízfelület, Tang kulturális téma, kert, promenád, kereskedelmi létesítmények. 2013-ban az alapszezonban 20, főszezonban 30 jüan volt a belépő, de panaszok után 40-re nőtt; ennek jogosságát a hivatalos szervek megkérdőjelezték. 2013-ban a környék építményeire is maximális magassághatárt szabtak külön látványfolyosók mentén.

## Galéria

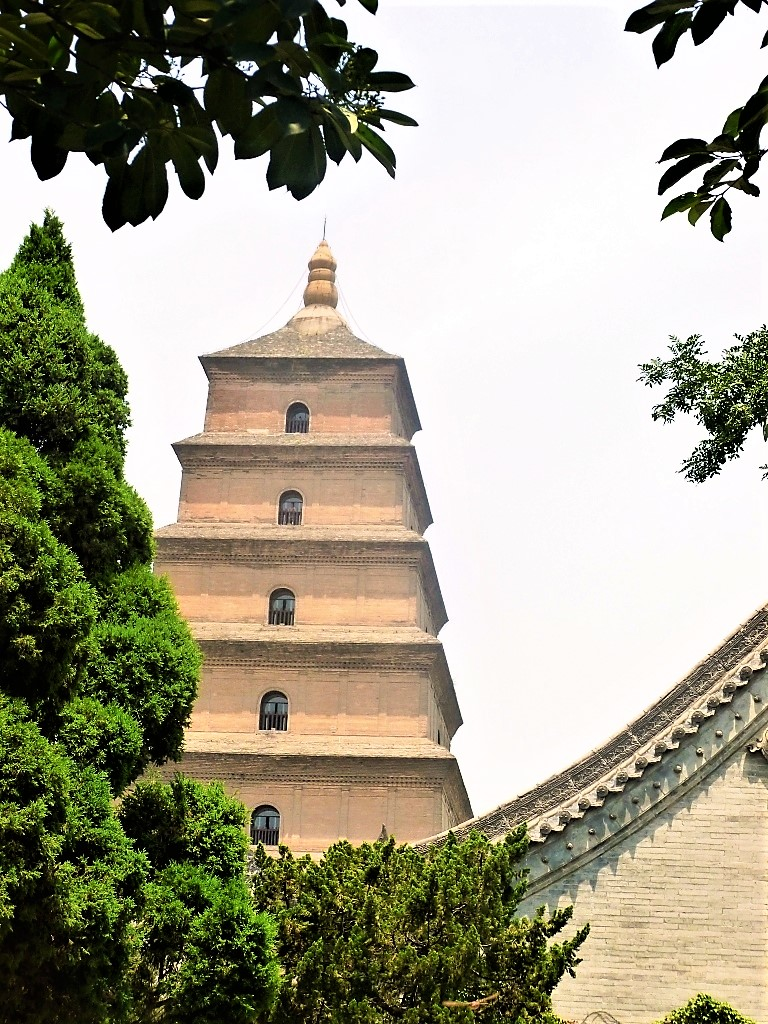
Az Óriás vadlúd pagoda, Hszian
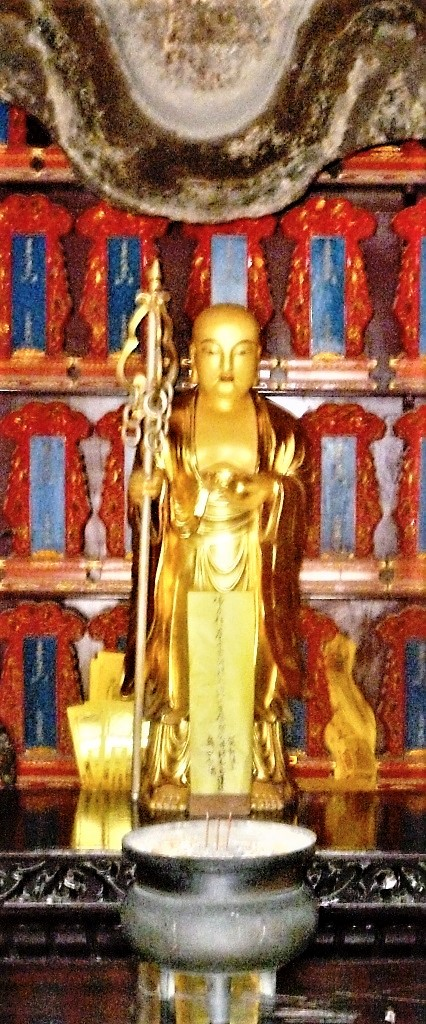
Arany Hszüan-cang (Xuanzang) szobor, Óriás vadlúd pagoda, Hszian
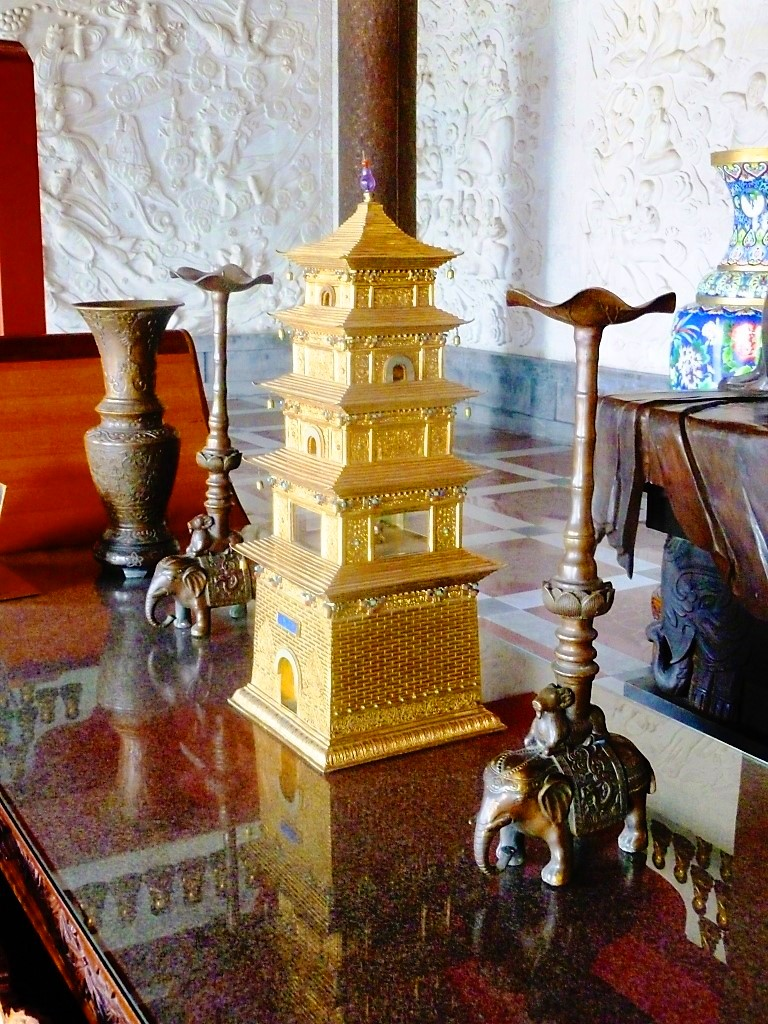
Arany pagoda az Óriás vadlúd pagoda
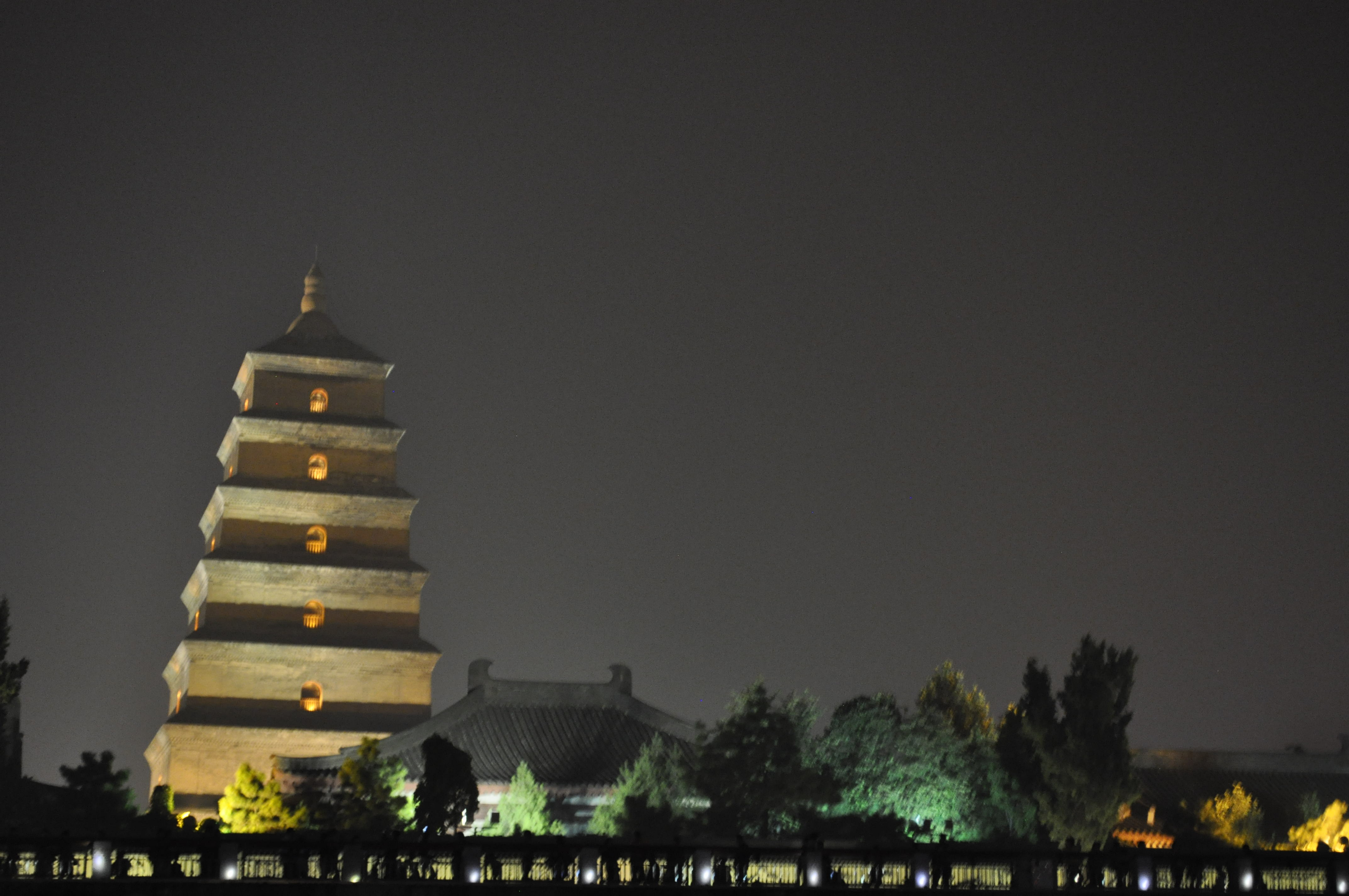
Az Óriás vadlúd pagoda éjjel
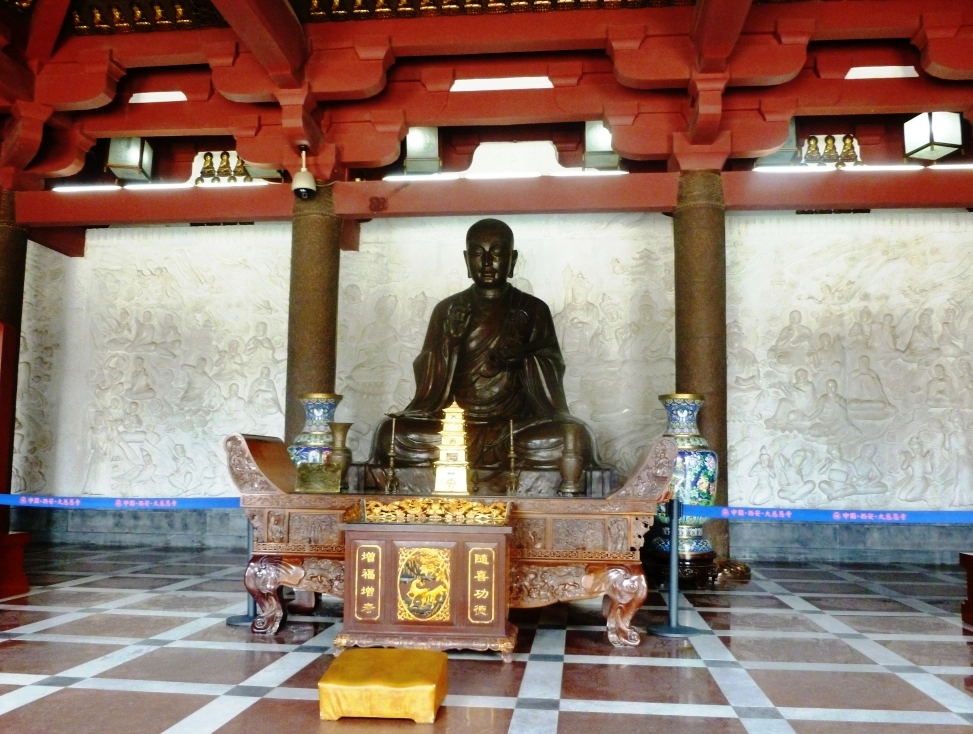
Hszüan-cang (Xuanzang) szobra a pagoda előtt
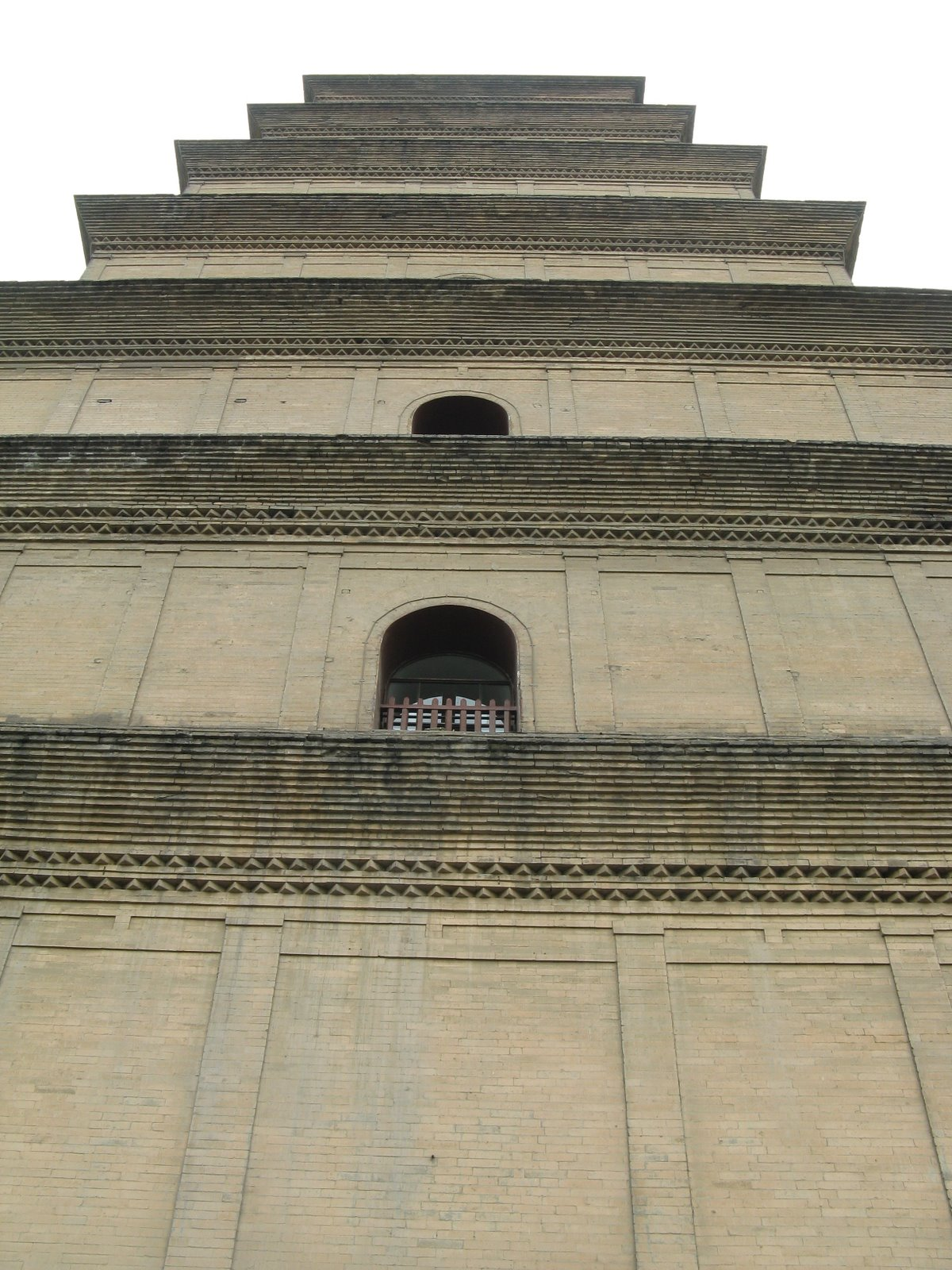
Közelkép a párkányokról és a külső téglákról
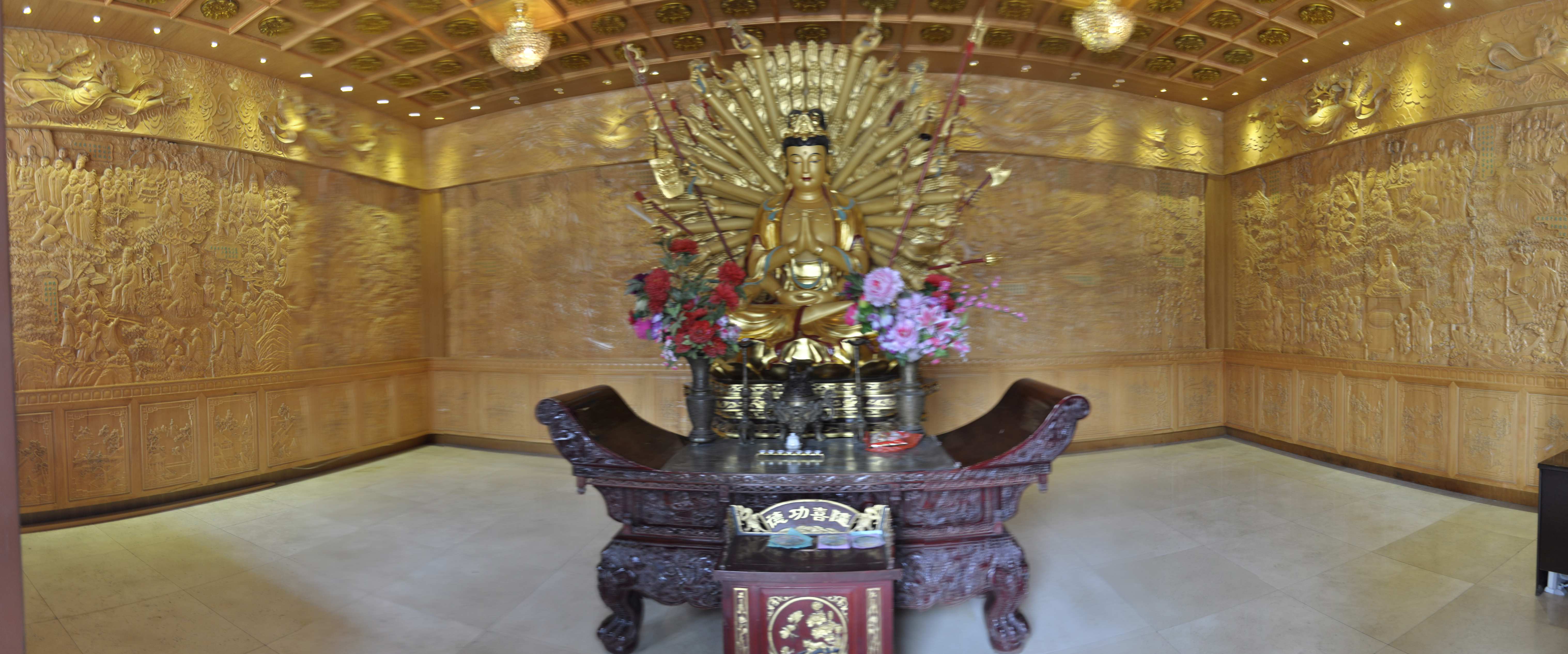
Avalókitésvara-csarnok
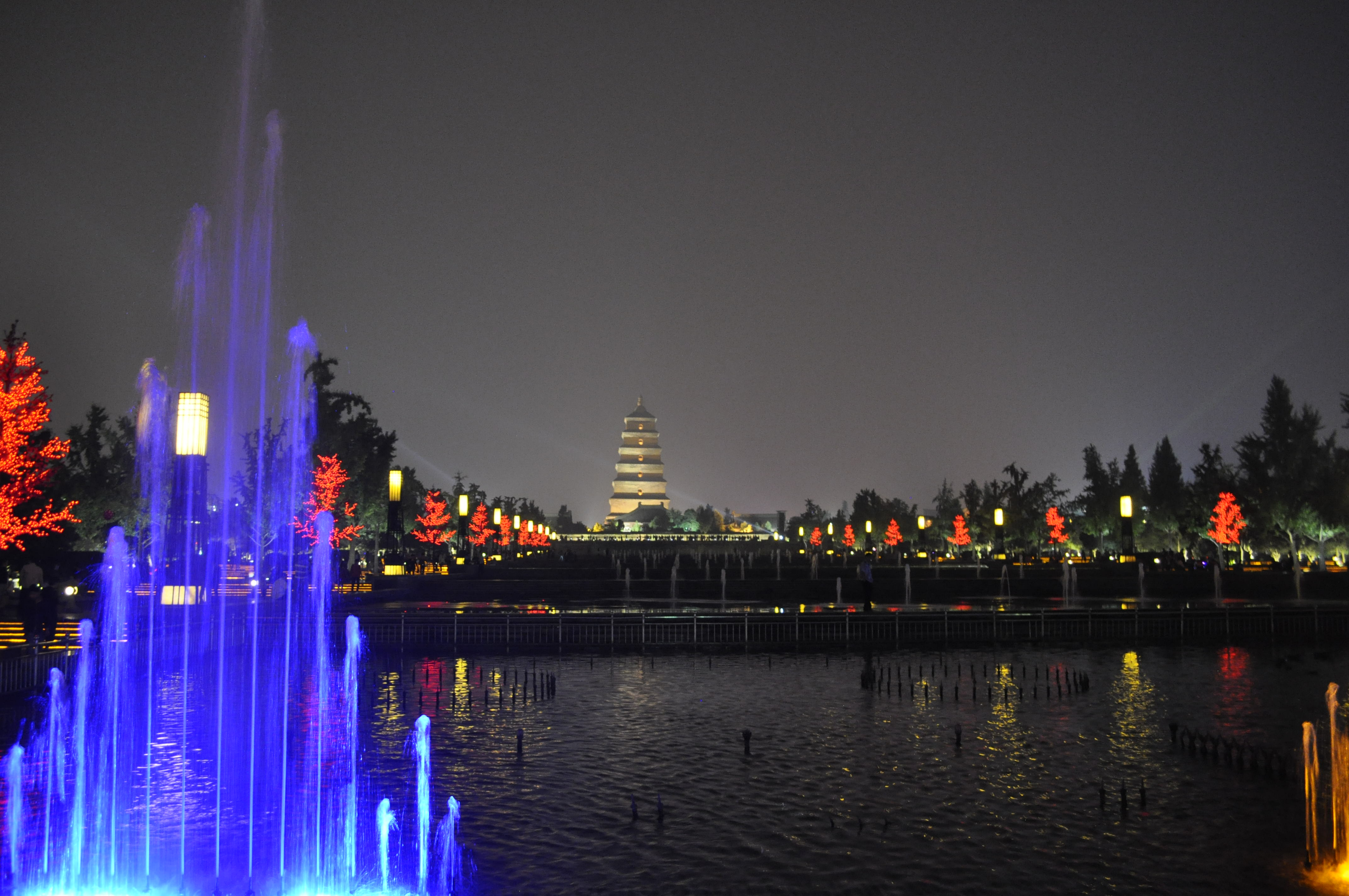
Kilátás a parkból
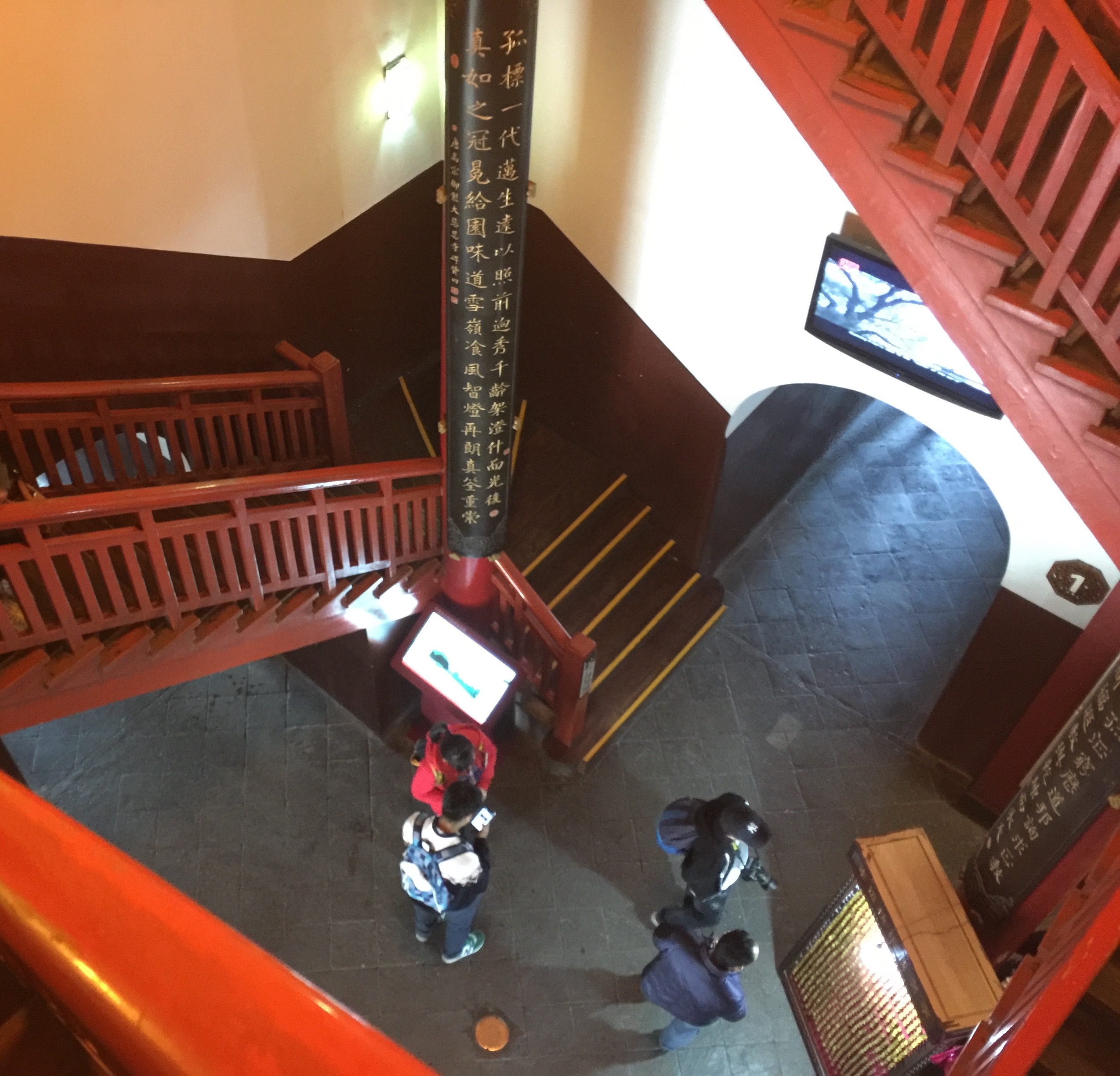
Pagoda belső tér
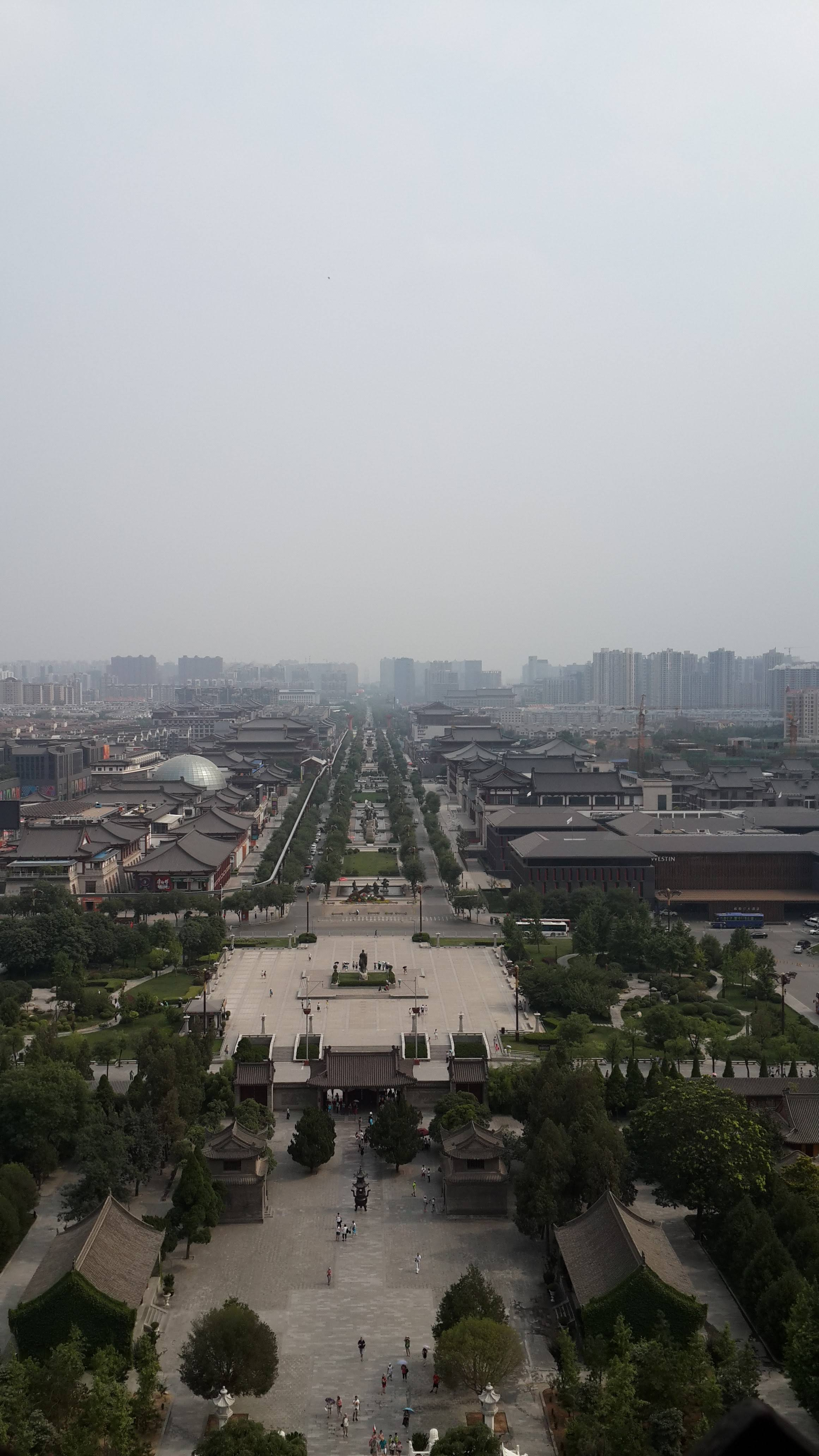
Kilátás a tetejéről, 2014
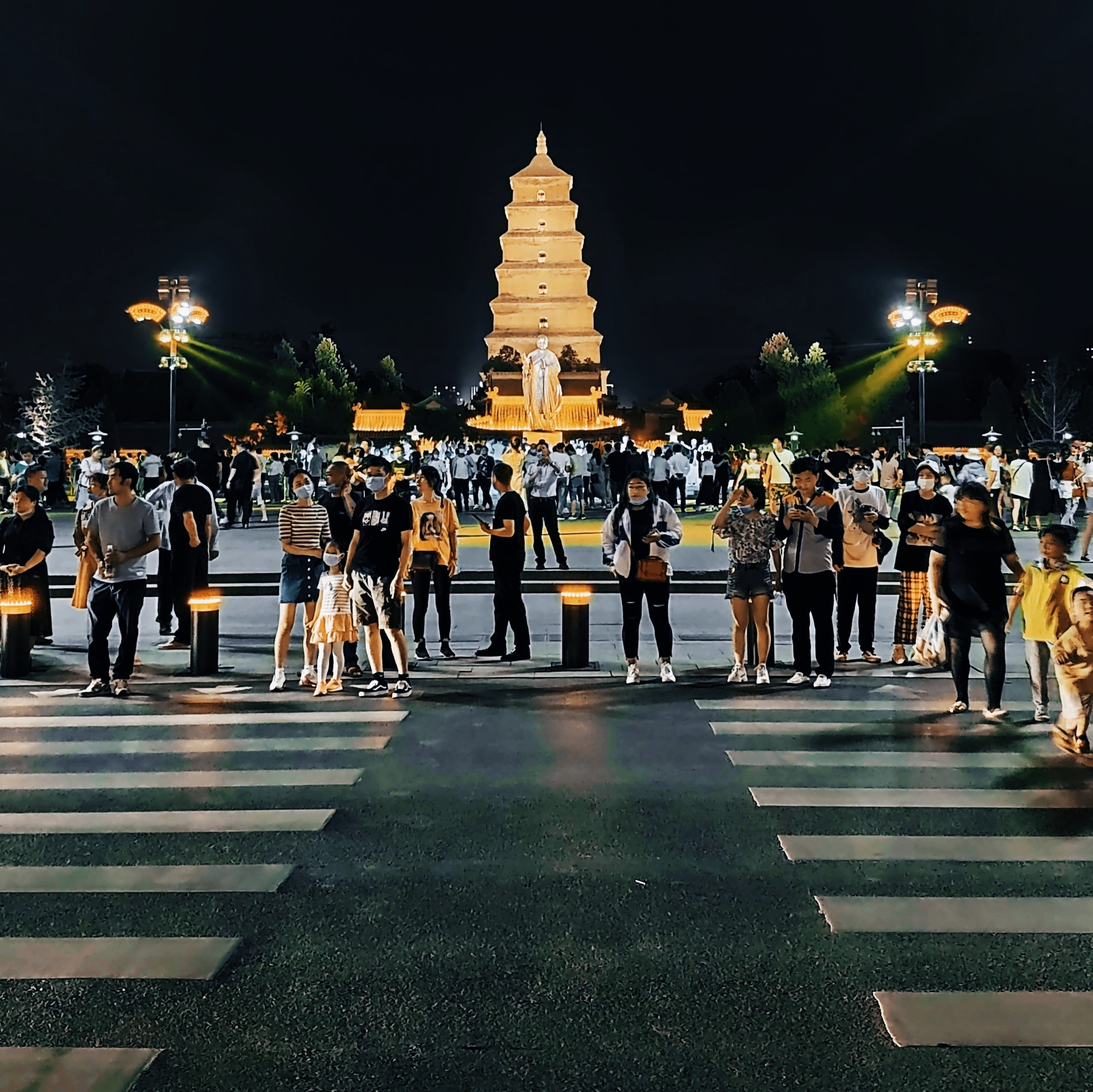
Déli tér éjszaka, 2020
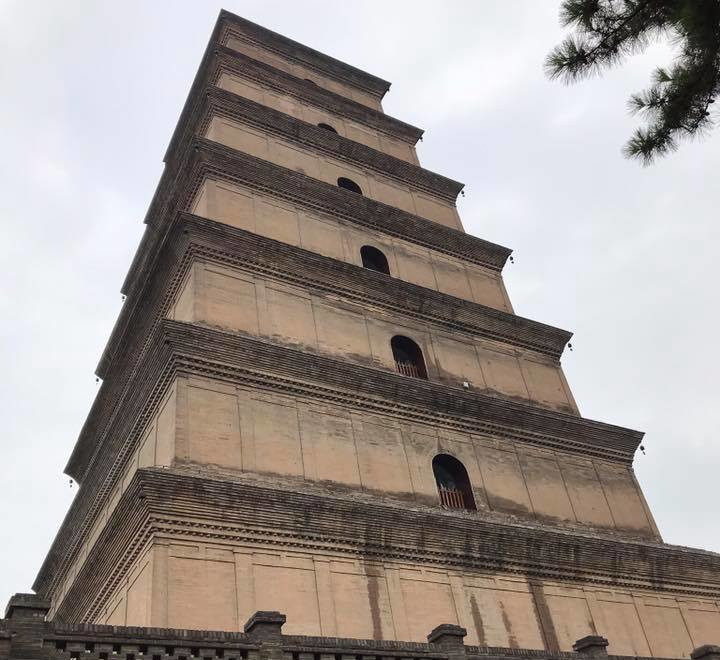
Oldalnézet, lentről

## Lásd még
- Kína világörökségi helyszínei
- Da-szi-en (Da Ci'en) templom
- Kis vadlúd pagoda